# Estação Ferroviária do Estádio Nacional
A Estação Ferroviária do Estádio Nacional foi uma interface do Ramal do Estádio Nacional, que servia o Estádio Nacional do Jamor, no Município de Oeiras, em Portugal.

## História

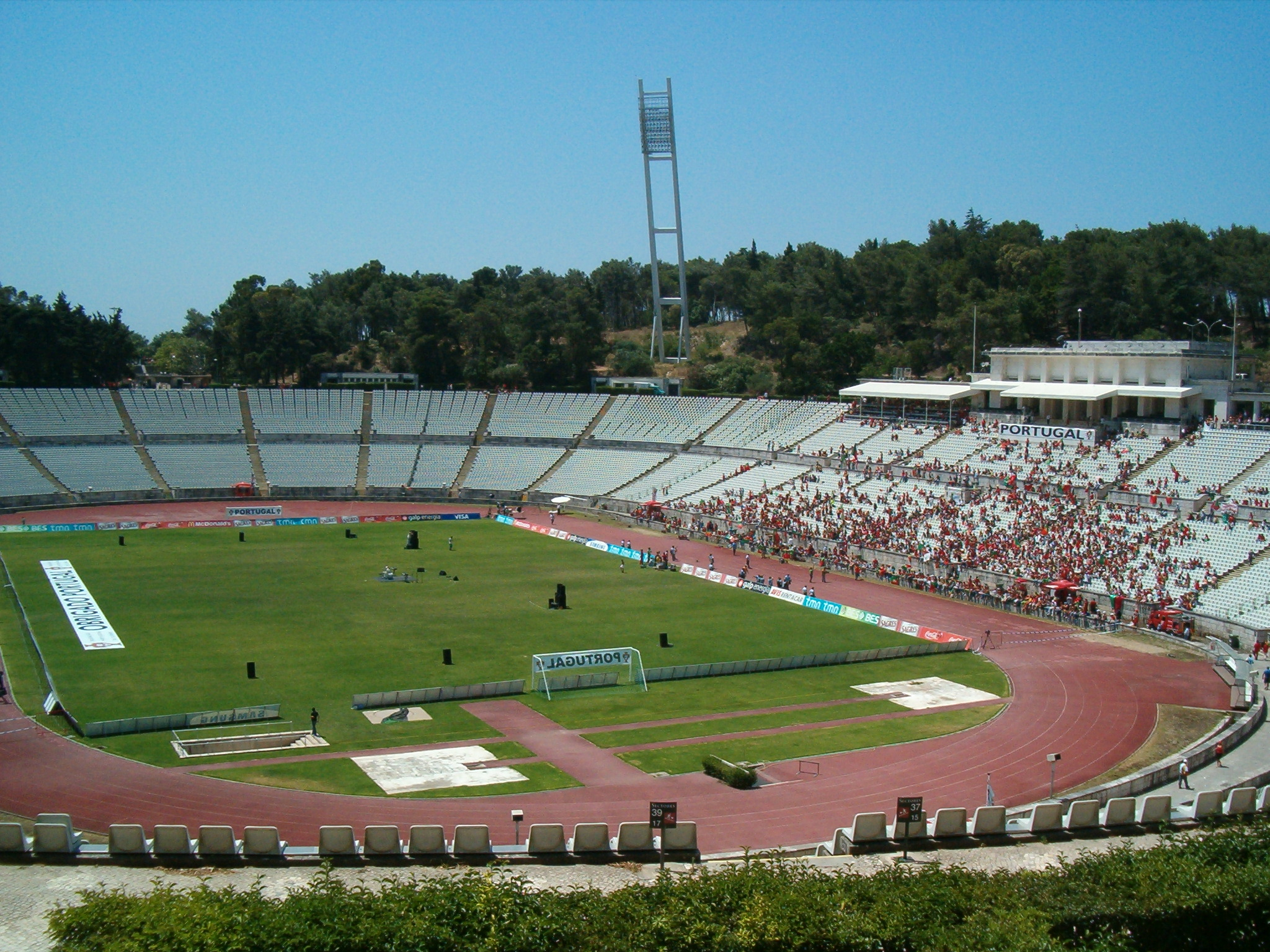
Estádio do Jamor

### Planeamento e construção
Aquando do planeamento do Estádio Nacional do Jamor, verificou-se que, não obstante a presença de várias ligações rodoviárias e de uma linha de eléctricos da Companhia Carris de Ferro de Lisboa junto às instalações do estádio, uma grande parte dos habitantes da capital iriam utilizar a Linha de Cascais para chegar àquele complexo desportivo. De forma a facilitar o acesso por via férrea, planeou-se a construção de um ramal desde a Linha de Cascais até um ponto junto ao estádio, obra que foi autorizada pelo Decreto-Lei n.º 33:525, de 11 de Fevereiro de 1944.
O ramal deveria ser construído sob a orientação da Direcção-Geral de Caminhos de Ferro, com o apoio financeiro do Fundo Especial de Caminhos de Ferro; a exploração deveria ser contratada à Sociedade Estoril.

### Abertura à exploração
O Ramal do Estádio Nacional entrou ao serviço em 10 de Junho de 1944, no mesmo dia em que foi inaugurado o complexo desportivo.
No entanto, em Setembro de 1946, o edifício da estação ainda não tinha sido concluído, apesar do ramal já ter sido utilizado mais do que uma vez no acesso ao Estádio Nacional.

## Caracterização
O exterior da estação foi executado no estilo Landscape design.